# Comitê Olímpico Helênico
O Comitê Olímpico Helênico também conhecido como Comité Olympique Hellénique (em grego:  Ελληνική Ολυμπιακή Επιτροπή) é o corpo organizador Olímpico da Grécia, sendo um dos comitês olímpicos mais antigos do mundo com sua fundação em 1894 e reconhecimento oficial em 1895.